# Kamiel de Vleeschauwer
Kamiel de Vleeschauwer (Assenede, 9 juli 1873 - Veurne, 28 mei 1975) was een Belgisch onderwijzer, oud-strijder van de Eerste Wereldoorlog, amateurhistoricus en eeuweling.

## Levensloop
Kamiel De Vleeschauwer was een zoon van Jan-Baptist de Vleeschauwer en Francisca Michiels. Hij doorliep de humaniora in Zelzate en promoveerde tot regent aan de normaalschool van Mol. Hij werd onderwijzer in Dendermonde (1896-1902) en hoofdonderwijzer in Oudegem (1902-1913). In 1913 werd hij inspecteur lager onderwijs voor het kanton Menen (1913-1923, onderbroken door de oorlog) en voor het kanton Nieuwpoort (1923-1933). 
Kamiel bewoog zich in Vlaamsgezinde kringen en onder meer in de beweging Jong Dietschland. Hij kwam in contact met Joris van Severen, maar trad weldra met hem in conflict. In 1931 verzette hij zich tegen de strekking die uitmondde in de stichting van het Verdinaso. Hij interesseerde zich vooral voor de geschiedenis van het kustvolk en dit bracht er hem toe uitgebreide studie te wijden aan Nicolaas Zannekin en zijn periode. Hij publiceerde het boek onder een pseudoniem. Het werd door de recensent Jozef Peeters (in De Vlaamsche Gids) sterk geprezen, maar door Frans Blockmans (in de Boekengids, 14 jaar na publicatie) zwaar bekritiseerd.
In 1933 begon de Vleeschauwer aan zijn pensioen, wat hij meer dan veertig jaar zou volhouden en van hem een meer dan honderdjarige maakte.

## In het leger en de oorlog
Van 3 november 1893 tot 29 september 1896 vervulde Kamiel zijn legerdienst bij het 1ste Linieregiment en werd er korporaal op 30 januari 1894.
Op 4 augustus 1914 - hij was toen al 41 - gaf hij zich op als vrijwilliger en kreeg de graad van sergeant, als gevolg van zijn vroegere staat van dienst. Op 1 oktober 1917 werd hij bevorderd tot onderluitenant.
Op 15 januari 1915 werd hij naar het Franse Gaillon gestuurd voor verdere opleiding en keerde op 18 augustus 1915 terug naar het 3de linieregiment. Begin 1917 werd hij naar een administratieve dienst gedetacheerd om op 11 augustus 1917 naar zijn regiment terug te keren. Het Ministerie van Wetenschap en Kunst deed op 16 december 1917 op hem beroep om leeropdrachten te vervullen en dit tot aan zijn demobilisatie op 29 september 1919, met de graad van reservekapitein. Hij keerde toen naar zijn inspecteursfunctie terug.

## Familie
Kamiel trouwde in 1896 met Pauline Hofman. Ze hadden vier kinderen, van wie twee vroeg stierven. Hun dochter Maria-Helena (Dendermonde, 1905 - Brugge, 1983) trouwde met Jules Huyghe (1896-1979), stadssecretaris van Veurne. Hun zoon Herman J. De Vleeschauwer (Dendermonde, 1899 - Pretoria, 1986) werd hoogleraar aan de universiteit van Gent, werd lid van het VNV en van de DeVlag, werd een actief collaborateur tijdens de Tweede Wereldoorlog, werd ter dood veroordeeld, maar vluchtte naar Zuid-Afrika, waar hij zijn universitaire carrière verderzette, als kenner van de filosofie van Immanuel Kant.
Een broer van Kamiel was de Gentse postmeester Alphonse Joseph De Vleeschauwer (1887-1940), getrouwd met Esther Rosalie Acke (1888-1973). Hun zoon was Camiel de Vleeschauwer (Oostakker, 25 december 1918 - Johannesburg, 7 mei 2004), leraar Latijn, die collaborateur was tijdens de Tweede Wereldoorlog en in 1944 vluchtte naar Zuid-Afrika, waar hij journalist werd en verbindingsman tussen de Afrikaners en conservatieve Vlamingen in België, gegroepeerd in Protea. Hij werd bevorderd tot commandeur in de Orde van Jan van Riebeeck.

## Publicatie
- Zannekin en de vrijheidsstrijd van het Kustland van 1323 tot 1328. Het ontwaken van den nationalen geest in Vlaanderen, Tielt, Lannoo, 1928 (onder pseudoniem Pleimion Naibh)